# زنگ سفید گل داودی
زنگ سفید گل داودی (نام علمی: Puccinia horiana) نام یک گونه از سرده زنگ‌گندمی‌ها است.